# Slovenska republiška liga 1969-1970
La Slovenska republiška nogometna liga 1969./70. (it. "Campionato calcistico della Repubblica di Slovenia 1969-70") fu la ventiduesima edizione del campionato della Repubblica Socialista di Slovenia. In questa stagione era nel terzo livello della piramide calcistica jugoslava.
Il campionato venne vinto dal Mura, al suo primo titolo nella slovenia repubblicana.

Questa vittoria diede ai bianco-neri la promozione diretta in Druga Liga 1970-1971.
Il capocannoniere del torneo fu Ivan Krnič, dell'Aluminij, con 19 reti.

## Squadre partecipanti
| Squadra       | Città          | Stagione 1968-69 | Stagione 1968-69  |
| Squadra       | Città          | Pos.             | Divisione         |
| ------------- | -------------- | ---------------- | ----------------- |
| Mura          | Murska Sobota  | 13º              | Druga liga Ovest  |
| Aluminij      | Kidričevo      | 16º              | Druga liga Ovest  |
| Gorica        | Nova Gorica    | 2°               | Slovenska zona    |
| Svoboda       | Lubiana        | 3°               | Slovenska zona    |
| Rudar         | Trbovlje       | 4°               | Slovenska zona    |
| Slavija Vevče | Lubiana        | 5°               | Slovenska zona    |
| Nafta         | Lendava        | 6°               | Slovenska zona    |
| Ilirija       | Lubiana        | 7°               | Slovenska zona    |
| Kladivar      | Celje          | 8°               | Slovenska zona    |
| Kovinar       | Maribor        | 9°               | Slovenska zona    |
| Izola         | Isola d'Istria | 1°               | Zonska liga Ovest |
| Drava         | Ptuj           | 1°               | Zonska liga Est   |

## Classifica
|  | Pos. | Squadra         | Pt | G  | V  | N  | P  | GF | GS | DR  |
|  | ---- | --------------- | -- | -- | -- | -- | -- | -- | -- | --- |
|  | 1.   | Mura            | 33 | 22 | 15 | 3  | 4  | 55 | 18 | +37 |
|  | 2.   | Nafta           | 28 | 22 | 10 | 8  | 4  | 45 | 28 | +17 |
|  | 3.   | Aluminij        | 26 | 22 | 10 | 6  | 6  | 46 | 27 | +19 |
|  | 4.   | Svoboda         | 26 | 22 | 10 | 6  | 6  | 44 | 28 | +16 |
|  | 5.   | Rudar Trbovlje  | 23 | 22 | 6  | 11 | 5  | 30 | 27 | +3  |
|  | 6.   | Izola           | 23 | 22 | 9  | 5  | 8  | 23 | 27 | −4  |
|  | 7.   | Kovinar Maribor | 22 | 22 | 7  | 8  | 7  | 35 | 41 | −6  |
|  | 8.   | Ilirija         | 19 | 22 | 5  | 9  | 8  | 25 | 36 | −11 |
|  | 9.   | Slavija Vevče   | 18 | 22 | 7  | 4  | 11 | 28 | 37 | −9  |
|  | 10.  | Kladivar Celje  | 18 | 22 | 6  | 6  | 10 | 24 | 35 | −11 |
|  | 11.  | Drava Ptuj      | 15 | 22 | 3  | 9  | 10 | 33 | 47 | −14 |
|  | 12.  | Gorica          | 12 | 22 | 5  | 2  | 15 | 21 | 57 | −36 |

Legenda:
      Promosso in Druga Liga 1970-1971.
      Retrocesso nella divisione inferiore.
Note:
Due punti a vittoria, uno a pareggio, zero a sconfitta.

## Divisione inferiore
| Girone                                                                  | Vincitore      | 2º posto       | 3º posto |
| ----------------------------------------------------------------------- | -------------- | -------------- | -------- |
| Zonska liga Est                                                         | Branik Maribor | Steklar        | Fužinar  |
| Zonska liga Ovest                                                       | Triglav        | Usnjar Vrhnika | Koper    |
| In grassetto le squadre promosse in Slovenska republiška liga 1970-1971 |                |                |          |